# Joachim Prinz (Ökonom)
Joachim Prinz (* 1971) ist ein deutscher Ökonom. Er ist Professor für Allgemeine Betriebswirtschaftslehre an der Mercator School of Management der Universität Duisburg-Essen.

## Leben
Prinz studierte von 1993 bis 1999 Volkswirtschaftslehre an der Universität Trier, der Copenhagen Business School sowie der American University in Washington D.C. Im Juli 2003 schloss er seine Promotion mit einer sportökonomischen Arbeit zur Entlohnung von Basketballspielern ab, im Oktober 2008 die Habilitation mit dem Arbeitstitel "Incentives in Organizations". Im Frühjahr 2009 wechselte er an die Universität Passau, wo er die Vertretung des Lehrstuhls für Betriebswirtschaftslehre mit Schwerpunkt Personalmanagement übernahm. Ein Jahr später wechselte zur Universität-Duisburg Essen, wo er nun Lehrstuhlinhaber des Lehrstuhls für Allgemeine Betriebswirtschaftslehre an der Mercator School of Management ist.
Prinz ist als Gutachter für das Journal of Sports Economics, das European Journal of Sports Management Quarterly, die Zeitschrift für Arbeitsmarktforschung sowie die Zeitschrift für Hochschulmanagement tätig.
Als begeisterter Sportökonom ist er auch privat aktiv: 2018 trat er beim Ironman auf Hawaii an und belegte Platz 804.

## Publikationen
- B. Frick, J. Prinz: Spielerallokation und Spielerentlohnung im professionellen Team-Sport. Betriebswirtschaftliche Analysen und Empfehlungen für das Vereinsmanagement. (= Schriftenreihe des Bundesinstitut für Sportwissenschaft. Band 13) Sport und Buch Strauss, Köln 2006.
- J. Prinz: Why are Wages upward Sloping with Tenure? An Empirical Test from the Professional Team Sports Industry. Dissertation. (= Organisationsökonomik humaner Dienstleistungen. Band 11). Rainer Hampp, München/Mering 2003.
- B. Frick, C. Barros, J. Prinz: Analysing Head Coach Dismissals in the German "Bundesliga" with a Mixed Logit Approach. In: European Journal of Operational Research. Band 200, Nr. 1, 2010, S. 151–159.
- B. Frick, O. Gürtler, J. Prinz, A. Wiendl: Einkommens- oder Reputationsmaximierung? Eine empirische Untersuchung der Vergütung und Performance von Bundesliga-Schiedsrichtern. In: Die Betriebswirtschaft. Band 69, 2008, S. 1–15.
- B. Frick, O. Gürtler, J. Prinz: Anreize in heterogenen Turnieren: Eine empirische Untersuchung mit Daten aus der Fußball-Bundesliga. In: Zeitschrift für betriebswirtschaftliche Forschung. Band 60, Nr. 4, 2016, S. 385–406.
- H. Krusche, J. Prinz, A. Wiendl: Auswirkungen von Lernsoftware in der universitären Lehre. In: Hochschulmanagement. Nr. 2, 2007, S. 49–53.
- J. Prinz: Biathlon: Gibt es einen Trade-Off zwischen Skilauf- und Schießleistung? In: M. P. Büch, H. Dietl, E. Franck, H. Kempf (Hrsg.): Fußball: Ökonomie einer Leidenschaft: Beiträge der 11. Fachtagung des Arbeitskreises Sportökonomie. Hofmann, Schorndorf 2008.